# Zanclopus cephalodisci
Zanclopus cephalodisci is een eenoogkreeftjessoort uit de familie van de Enterognathidae. De wetenschappelijke naam van de soort is voor het eerst geldig gepubliceerd in 1908 door Calman.